# منطقة ألفا
منطقة ألفا هي منطقة في كوكب الزهرة تمتد لنحو 1500 كيلومتر متمركزة في 22 درجة جنوبا، 5 ° شرقا.
وقد اكتشفها وسماها ديك غولدشتاين في عام 1964. وتمت الموافقة على الاسم من قبل الفريق العامل في الاتحاد الفلكي الدولي و المعني بنظام التسميات الكوكبية (IAU/WGPSN) بين عامي 1976 و 1979. جبل ماكسويل ومنطقة ألفا ومنطقة بيتا الاستثناءات الثلاثة لقاعدة تسمية ملامح سطح الزهرة باسناء مؤنثة: للنساء أو لآلهة.